# Twin City

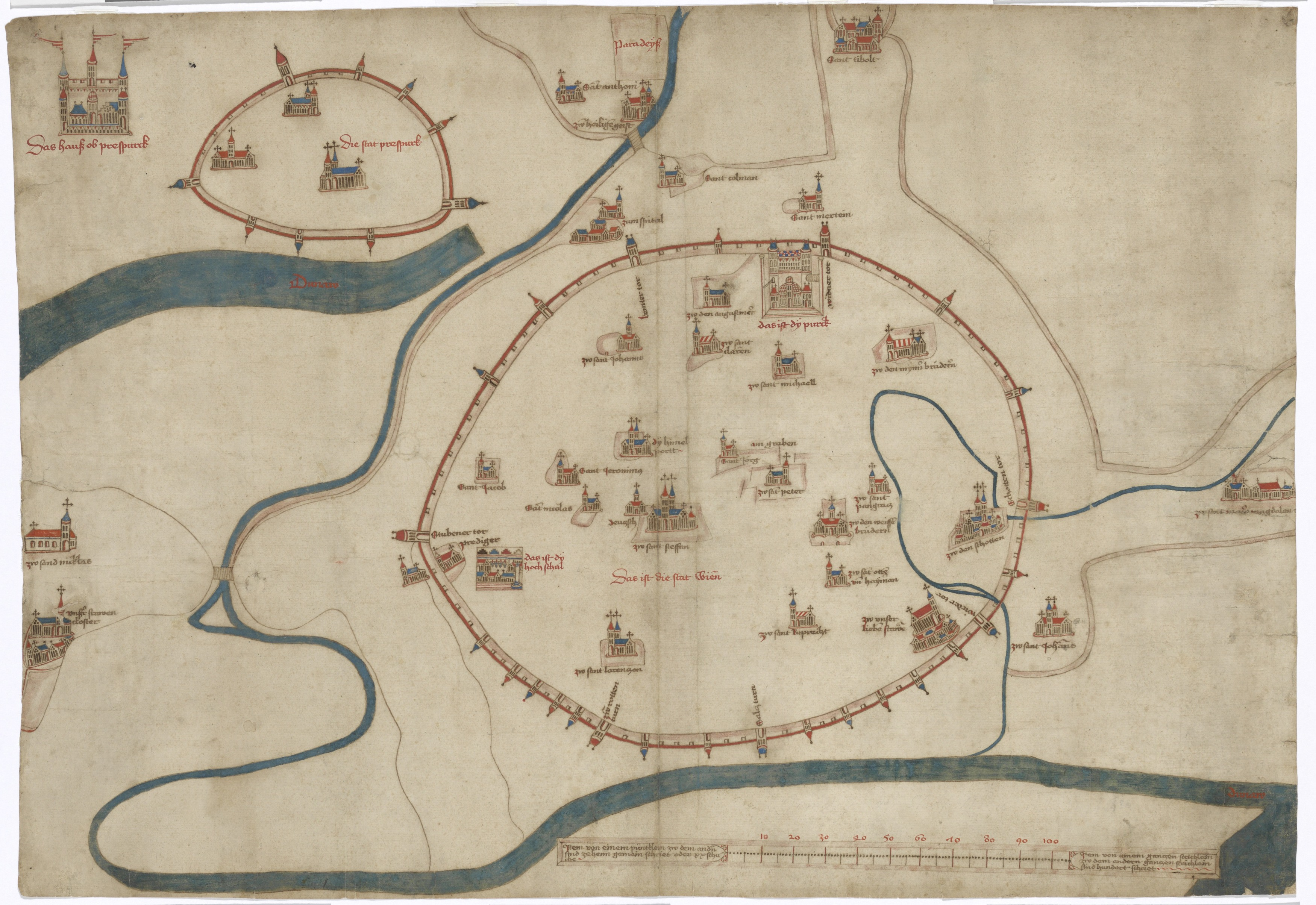
Albertinischer Plan (ab 1460; nach einer Vorlage von ca. 1421/22)

Twin City bezeichnet ein Konzept, die beiden Städte Wien und Bratislava (Pressburg) als Zwillingsstädte zu sehen und ihre Entwicklung aufeinander abgestimmt bzw. gemeinsam zu planen und zu betreiben.
Wien und Bratislava
- sind die beiden EU-Hauptstädte mit der geringsten Entfernung zueinander (60 km),
- sind beide Hauptstädte von Kleinstaaten,
- liegen beide an der Donau und
- standen – ausgenommen die Zeit des Eisernen Vorhangs – stets in enger wirtschaftlicher und kultureller Beziehung zueinander.

Die beiden Städte liegen in der Region Centrope (Europaregion Mitte), die Gebiete aus vier EU-Mitgliedsstaaten umfasst.
Besonders zwischen 2005 und 2010 wurde das Konzept von den beiden Städten verfolgt, mittlerweile sind die Bemühungen etwas eingeschlafen.
Zusammen wohnen in dem Ballungsraum rund 3 Millionen Menschen.
Gemeinsame stadtplanerische Tätigkeiten, die durchgeführt wurden, sind:
- Twin City Liner
- Marchegger Ostbahn
- Nordost Autobahn

Pläne der Fly Niki, Flüge zwischen Wien und Bratislava anzubieten, wurden nicht umgesetzt.
Mittlerweile werden Kooperationen zunehmend auf Centrope-Ebene mit zusätzlichen Partnern wie dem Land Niederösterreich abgewickelt.